# Tornabarakony

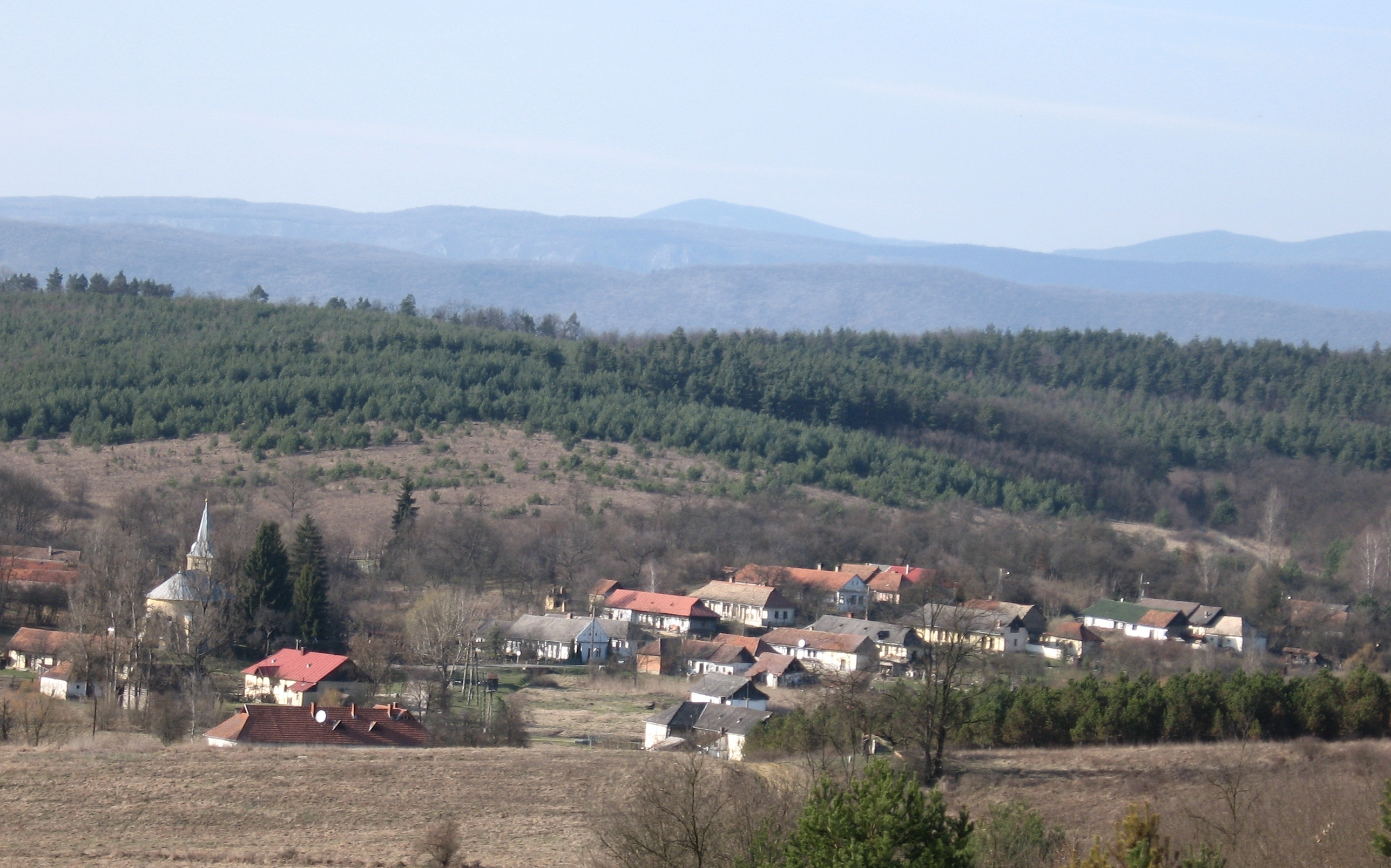
Tornabarakony

Tornabarakony is een plaats (község) en gemeente in het Hongaarse comitaat Borsod-Abaúj-Zemplén. Tornabarakony telt 23 inwoners (2007).